# ウィキペディアの人物一覧

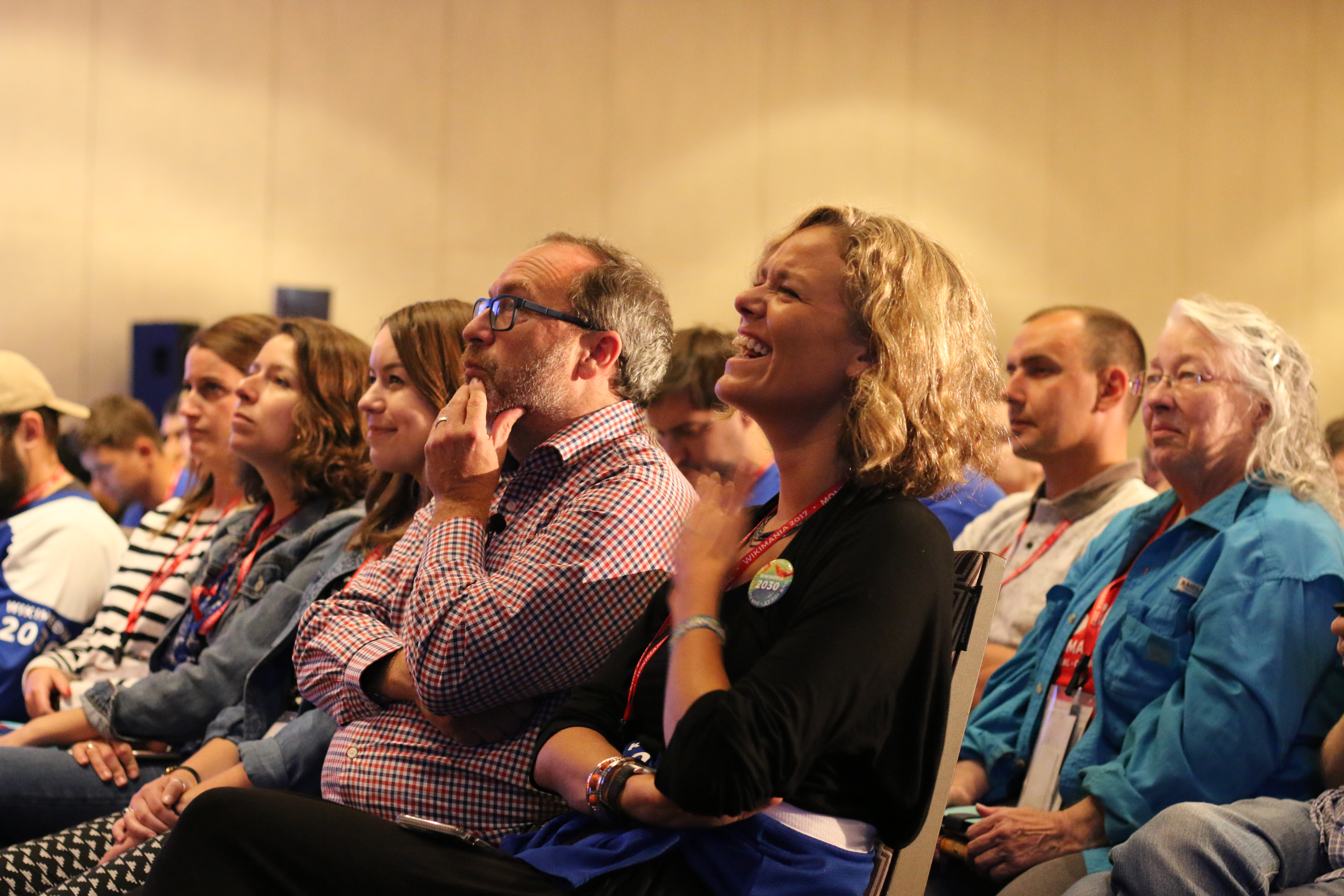
ジミー・ウェールズと他のウィキペディアンたち。2017年にカナダのモントリオールで開催されたウィキマニア（ウィキペディア関係者のイベント）にて。

ウィキペディアの人物一覧（ウィキペディアのじんぶついちらん）は、オンライン百科事典ウィキペディアに関係する特筆すべき編集者、創始者、職員の一覧である。

## 編集者
- イーゴリ・イゴレヴィチ・コスチェンコ - ウクライナのジャーナリスト、学生運動家、ウィキペディアン。ユーロマイダンの活動中に殺害された[1]。
- スヴェルケル・ヨーハンソン（英語版） ‐ スウェーデン語版で活動する物理学者、言語学者。Lsjbotを作成し、スウェーデン語、セブアノ語版などに270万以上の記事に投稿した[2][3]。
- タウフィク・ロスマン - ウィキメディアン・オブ・ザ・イヤー (2023) 受賞者
- フェリックス・ナーティ - ガーナの社会起業家、オープン・ムーブメント提唱者、ウィキペディアン。
- マルク・ベルンシュテイン - ウィキペディアでの言動についてベラルーシの法律違反を問われ、身柄を拘束された。
- 王鐘銘 - 台湾のウィキペディアン。

日本語版
- 北村紗衣 - 日本の文学者、教育者、批評家、ウィキペディアン[4]。利用者名はさえぼー[5]。
- 柴崎力栄 - 日本の歴史学者、ウィキペディアン。利用者名も本名。
- 山田晴通 - 日本の地理学者、ウィキペディア日本語版元管理者[6]。利用者名は山田晴通（本名と同じ）。
- 渡邊智暁 - 日本の情報学者、ウィキペディア日本語版元管理者（2003年 - 2020年5月）[7]。利用者名はTomos。ウィキペディアン引退済み。

英語版
- アーロン・スワーツ - アメリカ合衆国のプログラマー、政治活動家、ウィキペディアン。
- アンジェラ・ビーズリー - イギリスのインターネット企業家、ウィキペディアボランティアユーザー代表。
- エミリー・テンプル＝ウッド - アメリカ合衆国のウィキペディアン。
- ジェイソン・ムーア
- ロージー・スティーヴンソン＝グッドナイト - アメリカ合衆国のウィキペディアン。

ロシア語版
- ヴァレリー・コヴァリョフ（英語版） - オンラインストア Holodilnik.ru（ロシア語版） の創業者で、ウィキペディア上ではNoFrostの名前で活動していた。2017年、2018年、2019年にWikimedia支援団体Wikimedia RU（英語版）から良質な記事作成を称えて表彰を受けていた。2021年12月31日虚血性心疾患で死去。

## 創始者
- ジミー・ウェールズ - ウィキペディア共同創始者[8]。
- ラリー・サンガー - ウィキペディア共同創始者。

## 職員
- フロランス・ドゥヴアール - フランスのウィキペディアン、ウィキメディア財団理事長 (2006-2008)[9]。
- ティム・シェル - アメリカ合衆国のウィキペディアン、ウィキメディア財団副理事長 (2006)。
- スー・ガードナー - ウィキメディア財団初代事務長 (2007-2014)。
- ライラ・トレティコフ - ウィキメディア財団第2代事務長 (2014-2016)。
- ブラッド・パトリック - ウィキメディア財団総合弁護士、暫定事務長。
- スタニスラフ・コズロフスキー（英語版） - ロシア部門代表[10]。2023年までモスクワ国立大学で心理学を研究していたが、ロシア外国代理人規制法（英語版）によって外国代理人と見なされる恐れから職を自主退職し、またウィキメディア協会団体であるWikimedia RU（英語版）のディレクターを務めていたがメンバー全員の話し合いの結果として団体自体を解散した[11][12]。